# Gentamicine
La gentamicine est un antibiotique de la famille des aminoglycosides utilisé pour traiter divers types d'infections bactériennes, en particulier celles provoquées par des bactéries à Gram positif.

## Mode d'action
La gentamicine agit en se liant à l'ARN ribosomique au site A du ribosome bactérien, qui est le site de décodage des codons de l'ARN messager. La fixation de la gentamicine augmente fortement le taux d'erreur de lecture par le ribosome, provoquant la synthèse de protéines anormales, dont l'accumulation est létale pour la bactérie.
La gentamicine est un aminoglycoside 4,6-disubstitué, proche de la kanamycine. Elle porte en effet deux cycles glucosamine modifiés, branchés sur le motif central 2-désoxystreptamine. Les modifications sont des groupements méthyle, qui permettent à la gentamicine d'échapper en partie aux mécanismes de résistance par modification de l'antibiotique. Pour cette raison, la gentamicine est encore très efficace en antibiothérapie chez l'homme, alors que la kanamycine qui n'est pas méthylée n'est pratiquement plus utilisée à cause de la perte d'efficacité due à ces résistances.

## Administration
À l'instar des autres aminosides qui sont tous des composés très polaires, la gentamicine ne traverse pas la paroi intestinale car elle est trop hydrophile, ce qui fait que son usage systémique ne peut se faire que par administration intraveineuse ou intramusculaire. Elle peut également être utilisée de manière externe, en application locale.
Chez des individus génétiquement susceptibles, la gentamicine peut provoquer de la surdité ou une perte du sens de l'équilibre. Ces individus ont une mutation de l'ADN qui est normalement inoffensive, mais qui permet à la gentamicine d'affecter leurs cellules. Les cellules de l'oreille y sont particulièrement sensibles.
La gentamicine peut également être hautement néphrotoxique, en particulier si des doses multiples s'accumulent en cours de traitement. Pour cette raison, la dose de gentamicine est d'habitude calculée en fonction du poids. Diverses formules existent pour calculer le dosage de la gentamicine. En cours de traitement, il faudra également suivre les taux sériques de gentamicine.

## Dénomination
Contrairement à la plupart des autres antibiotiques dont le nom se termine phonétiquement en [isin], l'orthographe correcte de « gentamicine » est avec un « i » et non pas avec un « y ». La raison est que tous les antibiotiques se terminant par « ~ycine » sont naturellement produits par des microorganismes dont le nom du genre se termine par « ~yces » (par exemple la streptomycine, produite par Streptomyces), alors que la gentamicine est produite par des microorganismes du genre Micromonospora, avec un « i ». Le principal producteur de gentamicine est la bactérie actinomycète Micromonospora echinospora.

## Utilisation en agriculture
La gentamicine est l'un des antibiotiques utilisés dans certains pays pour lutter contre les bactérioses des plantes cultivées. Elle est employée au Mexique pour lutter contre le feu bactérien (dû à Erwinia amylovora) des pommiers et poiriers. On l'utilise également, au Mexique, au Chili et dans divers pays d'Amérique centrale, contre plusieurs maladies bactériennes des plantes maraîchères dues à des espèces de Pectobacterium spp., Pseudomonas spp., Ralstonia spp. et Xanthomonas spp.

## Divers
La gentamicine fait partie de la liste des médicaments essentiels de l'Organisation mondiale de la santé (liste mise à jour en avril 2013).